# Estuaire
Estuaire – jedna z dziewięciu prowincji Gabonu. Sąsiaduje z prowincjami: Woleu-Ntem, Ogowe Środkowe i Ogowe Nadmorskie oraz z Gwineą Równikową. Stolicą prowincji jest Libreville, które jednocześnie jest stolicą Gabonu. Nazwa wzięła się od położonego na terenie prowincji Estuaire du Gabon – wspólnego estuarium rzek Komo i Ebe.

## Departamenty
Estuaire jest podzielone na 3 departamenty:
- Komo (Kango)
- Komo-Mondah (Ntoum)
- Noya (Cocobeach)